# Kenichi Kawano
Kenichi Kawano (født 15. september 1982) er en tidligere japansk fodboldspiller.
Han har spillet for flere forskellige klubber i sin karriere, herunder Roasso Kumamoto.